# Queenslandophilus viridicans
Queenslandophilus viridicans är en mångfotingart som först beskrevs av Carl Graf Attems 1927.  Queenslandophilus viridicans ingår i släktet Queenslandophilus och familjen storjordkrypare. Inga underarter finns listade i Catalogue of Life.